# طول

درازای پهلوی یک مکعب.

طول یا درازا کمیتی است برای اندازه‌گیری فاصلهٔ دو نقطه در فضا که برای بیان آن یکاهای زیر را به کار می‌گیرند:
- فوت
- یارد
- اینچ
- متر
- میکرون
- مایل
- آنگستروم
- ذراع
- فاتوم
- وجب
- میل
- هاسر
- فرسنگ
- استادیا

یکای مورد استفاده برای طول در سامانه استاندارد بین‌المللی یکاها (SI)، متر می‌باشد.